# Bordeaux-Agen-Bordeaux
Pour les articles homonymes, voir Agen (homonymie) et Bordeaux (homonymie).
Bordeaux-Agen-Bordeaux est une course automobile, qui eut lieu les 24 et 25 mai 1896. Un aller-retour de 302 km, reliant Bordeaux à Agen.

## Catégories et Prix
- 1er catégorie - Voitures automobiles :
  - 1er prix, Médaille d'or de 500 francs, offerte par l'Automobile Club de France.
  - 2e prix, Un objet d'art, offert par le Baron de Zuylen.
  - 3e prix, Un objet d'art, offert par le Baron de Zuylen.
  - 4e prix, Itinéraire du Véloce-Sport, offert par M. Jegher et M. Martin.
  - 5e prix, Médaille d'argent grand module, offerte par la ville de Bordeaux.
  - 6e prix, Médaille de bronze.
- 2e catégorie - Voitures automobiles industrielles :
  - 1er prix, Un objet d'art.
- 3e catégorie - Motocycles :
  - 1er prix, Médaille d'argent, offerte par le Touring-Club.
  - 2e prix, Médaille de bronze.

La première voiture arrivée à Bordeaux recevra une médaille vermeille grand module, offerte par la ville de Bordeaux.

## Tableau des participants
| Numéro | Pilote          | Voiture            | Nb de Places |
| ------ | --------------- | ------------------ | ------------ |
| 1      | Arnaud          |                    |              |
| 2      | Duthuron        | Peugeot            | 4            |
| 3      | Danflou         |                    |              |
| 4      | Gaston Bousquet | Peugeot            | 2            |
| 5      | Malézieux       |                    |              |
| 6      | Michelin        | Panhard & Levassor | 2            |
| 7      | Renoy           |                    |              |
| 8      | Ollivier        |                    |              |
| 9      | Laffitte        | Panhard & Levassor | 4            |
| 10     | Lotz            | Ducan et Suberbie  | Moto         |
| 11     | de Torail       |                    |              |
| 12     | Bord            |                    |              |
| 13     | Montariol       |                    |              |
| 14     | Lacombe         |                    |              |
| 15     | Cahen           |                    |              |
| 16     | Michelin        |                    |              |
| 17     | Lacour          |                    |              |
| ?      | Gaillardet      | tricycle à pétrole |              |

## Départ de Bordeaux
Le 24 mai à 8 h 49 est donné le départ de avenue Carnot, avec 2 min d'intervalle entre les concurrents. 7 véhicules prennent le départ, dont 5 voitures, 1 deux roues et 1 tricycle.

## Arrivé à Agen
| Ordre d'arriver | Temps   | Numéro | Pilote          |
| --------------- | ------- | ------ | --------------- |
| 1               | 14 h 8  | 4      | Gaston Bousquet |
| 2               | 15 h 2  | 6      | Michelin        |
| 3               | 15 h 15 |        | Gaillardet      |
| 4               | 16 h 11 | 2      | Duthuron        |
| 5               | 16 h 20 | 9      | Laffitte        |
| 6               | 17 h 1  | 10     | Lotz            |
| 7               | 20 h 40 | 12     | Bord            |

Les voitures sont conservées dans un "parc fermé" pour la nuit.

## Départ d'Agen
Départ d'Agen le 25 mai à 9 h 15.

## Arrivé à Bordeaux
| Ordre d'arriver | Temps   | Numéro | Pilote          | Observation                                                            |
| --------------- | ------- | ------ | --------------- | ---------------------------------------------------------------------- |
| 1               | 14 h 52 | 4      | Gaston Bousquet |                                                                        |
| 2               | 15 h 54 | 6      | Michelin        |                                                                        |
| 3               | 16 h 4  | 2      | Duthuron        |                                                                        |
| 4               | 16 h 18 | 9      | Laffitte        |                                                                        |
| 5               | 16 h 24 |        | Gaillardet      | retenu 2 h à la suite d'un accident à quelques kilomètres de Bordeaux. |

Lotz et Bord ont eu un accident et n'ont pas pu achever le parcours.